# Виборчий округ 47
Виборчий округ 47 — виборчий округ в Донецькій області. В сучасному вигляді був утворений 28 квітня 2012 постановою ЦВК №82 (до цього моменту існувала інша система виборчих округів). Окружна виборча комісія цього округу розташовується в будівлі Слов'янської міської ради за адресою м. Слов'янськ, пл. Соборна, 2.
До складу округу входять місто Слов'янськ, колишні території Олександрівського і Слов'янського районів. Виборчий округ 47 межує з округом 178 на заході і на північному заході, з округом 177 на півночі, з округом 46 на північному сході і на сході, з округом 48 і округом 49 на південному сході, з округом 49 на півдні та з округом 39 і округом 50 на південному заході. Виборчий округ №47 складається з виборчих дільниць під номерами 140393-140411, 140433-140462, 141184-141241 та 141243-141248.

## Народні депутати від округу
| Ім'я                       | Фото | Партія                          | Скликання | Дата набуття повноважень | Дата припинення повноважень |
| -------------------------- | ---- | ------------------------------- | --------- | ------------------------ | --------------------------- |
| Азаров Олексій Миколайович |      | Партія регіонів                 | 7-ме      | 12 грудня 2012           | 27 листопада 2014           |
| Солод Юрій Васильович      |      | Опозиційний блок                | 8-ме      | 27 листопада 2014        | 29 серпня 2019              |
| Солод Юрій Васильович      |      | Опозиційна платформа — За життя | 9-те      | 29 серпня 2019           | 24 лютого 2023              |

## Результати виборів

### Парламентські

#### 2019
Кандидати-мажоритарники:
- Солод Юрій Васильович (Опозиційна платформа — За життя)
- Патлачук Василь Никифорович (Слуга народу)
- Недава Олег Анатолійович (самовисування)
- Лях Вадим Михайлович (Опозиційний блок)
- Макогон Юрій Петрович (Європейська Солідарність)
- Кіселевич Андрій Аркадійович (самовисування)
- Штепа Іван Володимирович (самовисування)
- Лілеєв Сергій Вікторович (Свобода)
- Татаренко Ігор Олександрович (самовисування)
- Скиба Володимир Іванович (Батьківщина)
- Попов Вячеслав Вячеславович (Патріот)
- Бурківська Вікторія Костянтинівна (самовисування)
- Тур Артем Олександрович (самовисування)
- Кутова Наталія Володимирівна (самовисування)
- Виноградов Сергій Юрійович (самовисування)
- Ревуцька Тетяна Володимирівна (самовисування)
- Самовалова Інна Володимирівна (самовисування)
- Мащенко Ростислав Євгенович (самовисування)
- Тележенко Ганна Олександрівна (самовисування)

#### 2014
Кандидати-мажоритарники:
- Солод Юрій Васильович (Опозиційний блок)
- Рибачук Валентин Леонідович (самовисування)
- Зонтов Олег Вячеславович (Блок Петра Порошенка)
- Білогородський Сергій Анатолійович (самовисування)
- Смирнов Віктор Сергійович (самовисування)
- Казацький Дмитро Геннадійович (самовисування)
- Довгань Ірина Володимирівна (самовисування)
- Моховик Сергій Васильович (самовисування)
- Буланьков Володимир Вікторович (самовисування)
- Рибачук Антон Вікторович (самовисування)
- Савченко Сергій Миколайович (Радикальна партія)
- Рибачук Валентина Миколаївна (самовисування)
- Патлачук Василь Никифорович (самовисування)
- Григорян Мартирос Рафаелович (Батьківщина)
- Лілеєв Сергій Вікторович (Свобода)
- Каплін Євген Володимирович (самовисування)
- Воропаєв Олексій Олексійович (самовисування)
- Донаурова Валерія Юріївна (самовисування)
- Мурат Андрій Борисович (самовисування)
- Дергачова Тетяна Володимирівна (самовисування)
- Якубик Ігор Михайлович (самовисування)
- Гаценко Віктор Ігорович (самовисування)
- Богдан Андрій Андрійович (самовисування)
- Лисенко Михайло Олександрович (самовисування)
- Уніга Олег Вікторович (самовисування)
- Пурик Ігор Анатолійович (самовисування)
- Левіщенко Олексій Олександрович (самовисування)
- Особов Іван Павлович (самовисування)
- Тюрдьо Юрій Степанович (самовисування)
- Людовик Олександр Миколайович (самовисування)
- Томайли Михайло Дмитрович (самовисування)

#### 2012
Кандидати-мажоритарники:
- Азаров Олексій Миколайович (Партія регіонів)
- Хмельовий Анатолій Петрович (Комуністична партія України)
- Зонтов Олег Вячеславович (Батьківщина)
- Казацький Дмитро Геннадійович (Аграрна партія України)
- Бондарєв Вадим Анатолійович (УДАР)
- Котенко Олег Олексійович (Рідна Вітчизна)
- Вєкуа Фрідон Напойович (самовисування)
- Підлісний Ігор Павлович (Україна — Вперед!)
- Єрмак Олег Віталійович (Партія зелених України)
- Мельник Віталій Володимирович (самовисування)

## Явка
Явка виборців на окрузі: